# K. V. Varadaraj
K. V. Varadaraj (Kenchappa Varadaiah Varadaraj; * 7. Mai 1924 in Mysore; † 20. Dezember 2011 in Basaveshwaranagar, Bangalore Urban) war ein indischer Fußballtorhüter.

## Karriere
Varadaraj, der von der englischen Presse mit dem Spitznamen Six-Footer belegt wurde, absolvierte mit der indischen Nationalmannschaft drei „große“ Turniere. Er nahm mit Indien an den Olympischen Sommerspielen 1948 teil, kam dort zu einem Einsatz. Drei Jahre später bei den Asienspielen 1951 in Neu-Delhi gewann er mit Indien die Goldmedaille. Auch bei den Olympischen Sommerspielen 1952 gehörte er dem von Sailendra Nath Manna angeführten Aufgebot Indiens an, kam aber nicht zum Einsatz.
Varadaraj spielte in den 1940er Jahren für den Mysore FC und nahm auf Vereinsebene zwischen 1945 und 1949 am Santosh-Trophy-Wettbewerb teil, den er 1946 mit Mysore gewann. Ferner war er Spieler von Challenge Union Mysore, Mysore Railways, Bangalore Blues und Mohun Bagan AC. Seine Karriere beendete er bei HMT. Nach seiner aktiven Zeit war er auch als Trainer für HMT und zudem als Schiedsrichter tätig.
Varadaraj, Sohn von K. Varadaiah und Thimmakka, hatte zwei Söhne und zwei Töchter. Anderslautende Pressemeldungen sprechen von zwei Söhnen und lediglich einer Tochter und weisen ihn im Zeitpunkt seines Todes als 89-jährig aus.